# Alberto di Stade
Alberto di Stade (1190 – 1261) è stato un letterato e abate tedesco.
Alberto è stato un abate di Santa Maria di Stade (1232-1240).
Lasciò degli Annales Stadenses oltre a Troilus, un poema sulla guerra di Troia.

## GliAnnalese la Via Romea
Gli Annales Stadenses, probabilmente scritti intorno al 1250, descrivono, tra l'altro, un itinerario di pellegrinaggio verso Roma, noto come Via Romea di Stade.
A sud delle Alpi, la via Romea di Stade attraversa le seguenti città: Bressanone, Bolzano, Trento, Padova, Venezia, Ravenna, Forlì, Arezzo, Orvieto, Viterbo. Si noti che anche Matteo Paris, nel suo Iter de Londinio in Terram Sanctam, descrivendo il percorso della via francigena, prevede di percorrere la via Emilia fino a  Forlì, per iniziare qui a salire verso l'Appennino e raggiungere poi Arezzo.